# Pièce de 10 francs Victor Hugo
Pour les articles homonymes, voir 10 francs.
La Dix francs Victor Hugo est une pièce de monnaie commémorative de dix francs français émise en 1985 à l'occasion du centenaire du décès de l'écrivain.
Dessinée par le graveur Claude Lesot, la pièce représente à son avers le portrait de Victor Hugo et à son revers un livre ouvert avec une plume d'écriture en travers, un masque de théâtre antique rappelant que Hugo était aussi dramaturge et divers personnages et éléments tirés de l’œuvre Les Misérables : Notre-Dame de Paris en arrière-plan, une barricade qu'enjambe Gavroche, Cosette. La scène est complétée de la signature de l'auteur.
Dérivée du type Mathieu, cette monnaie utilise les mêmes flans en cuivre 920, nickel 60 et aluminium 20 avec une tolérance de +/- 10 millièmes et présente les mêmes caractéristiques physiques avec un diamètre de 26 mm et une épaisseur de 2,5 mm pour une masse de 10 grammes avec une tolérance de +/- 50 millièmes.

La Liberté guidant le peuple de Delacroix montrant l'enfant qui a inspiré le personnage de Gavroche à Victor Hugo et servi de modèle pour celui du revers de la pièce.

## Frappes
Comme pour la pièce courante du type Mathieu il existe deux variantes pour la tranche : tranche A (texte lisible avers vers le haut) et tranche B (texte lisible revers vers le haut)

10 F Mathieu avec tranche A
10 F Mathieu avec tranche B

| millésime | numéro catalogue | tranche | tirage     | remarques |
| --------- | ---------------- | ------- | ---------- | --------- |
| 1985      | F.370/1          | A       | 1 850      | essai     |
| 1985      | F.370/2          | B       | 1 850      | essai     |
| 1985      | F.370/3          | A       | 10 000 511 |           |
| 1985      | F.370/4          | B       | 10 000 511 |           |

## Sources
- Arrêté du 12 novembre 1985 fixant les caractéristiques d'une nouvelle pièce de 10 F, JORF no 285 du 8 décembre 1985, p. 14279, sur Légifrance
- Compagnie Générale de Bourse